# Karl-Heine-Denkmal

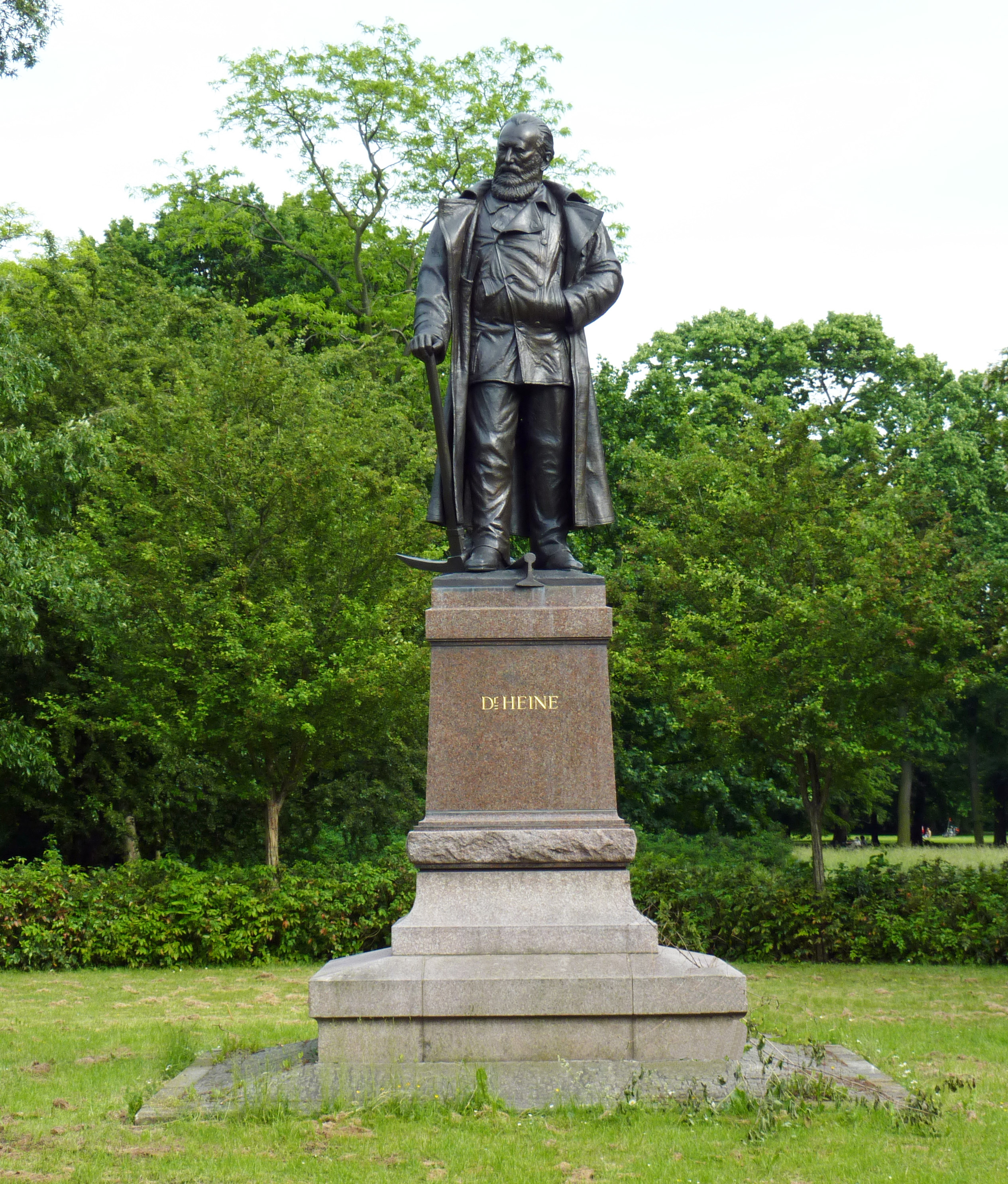
Karl-Heine-Denkmal (2013)

Das Karl-Heine-Denkmal in Leipzig ist dem Leipziger Rechtsanwalt und Unternehmer Carl Erdmann Heine (1819–1888) gewidmet. Es steht unter Denkmalschutz.

## Standort und Gestalt
Das Karl-Heine-Denkmal steht in Nordosten des Leipziger Ortsteils Schleußig nahe der Käthe-Kollwitz-Straße zwischen der Klingerbrücke und dem Abzweig des Klingerweges. Das Gelände gehört zum Clara-Zetkin-Park.
Das Denkmal ist ein Bronzestandbild Heines auf einem sich leicht verjüngenden gestuften Postament aus Sandstein und rotem poliertem schwedischem Granit. Die Höhe des Postaments beträgt 3,5 Meter, die der Statue 3 Meter. Das Postament trägt die vergoldete Inschrift „Dr. HEINE“. Heine ist barhäuptig in Alltagskleidung und einem Wettermantel dargestellt. Er stützt sich auf eine Spitzhacke. Zu seinen Füßen erkennt man eine Eisenbahnschiene, beides Symbole für den industriellen Aufbau und die Verkehrserschließung der westlichen Stadtteile als Werk Heines.

## Geschichte

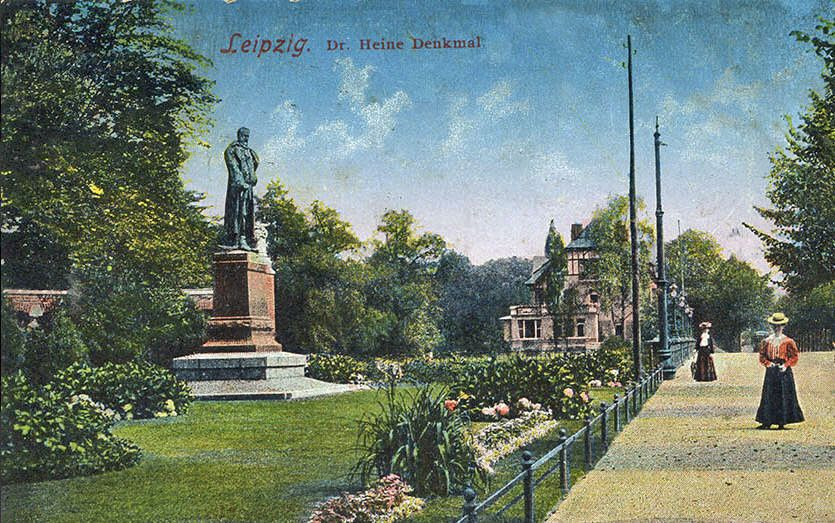
Karl-Heine-Denkmal um 1912

Schon bald nach Heines Tod kam in den 1890er Jahren die Idee auf, dem Industriepionier, der durch großangelegte Wasser-, Brücken- und Straßenbauunternehmen die Voraussetzung für die Bebauung und Industrialisierung des vordem kaum nutzbaren Leipziger Westens geschaffen hatte, ein würdiges Denkmal zu setzen. Der Auftrag ging als seine erste Monumentalstatue ohne Ausschreibung an den Leipziger Bildhauer Carl Seffner (1861–1932). Seinen Entwurf realisierte die Dresdner Bildgießerei Pirner & Franz. Die Kosten des Denkmals in Höhe von 27.627,10 Reichsmark wurden allein durch Spenden aufgebracht.

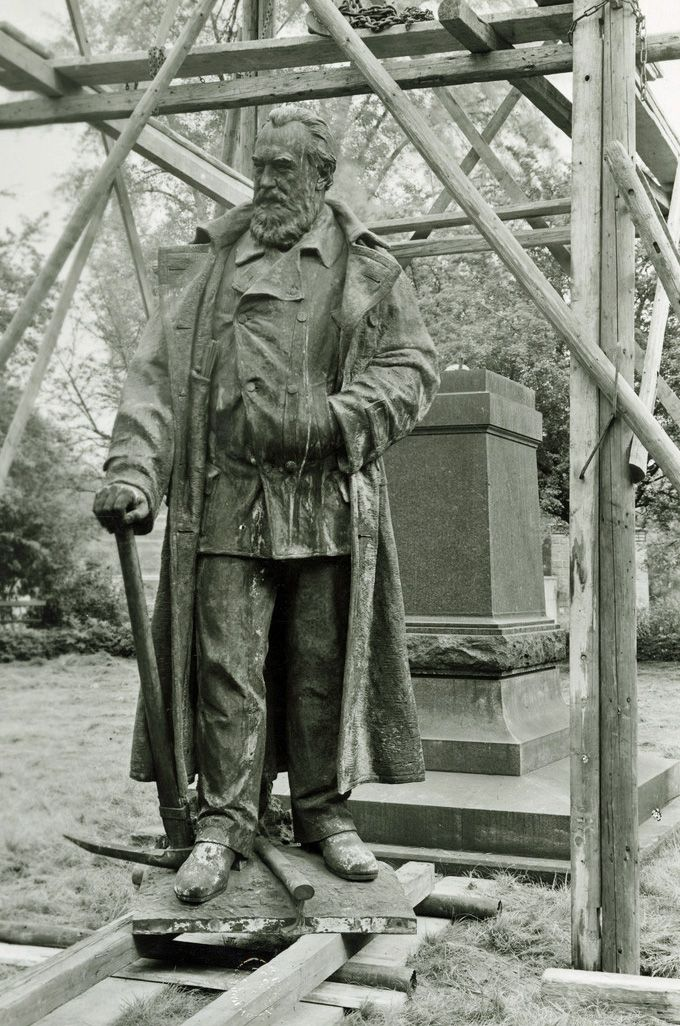
Abtransport der Statue zum Einschmelzen (1942)

Das Denkmal wurde am 20. April 1897 eingeweiht, vier Tage vor der Eröffnung der nicht weit entfernten Sächsisch-Thüringischen Industrie- und Gewerbeausstellung. Die Festrede hielt der Lindenauer Arzt Ferdinand Goetz (1826–1915), ein ehemaliger Freund Heines. Die Aufstellung des Denkmals war auf der dem heutigen Standort gegenüberliegenden Straßenseite erfolgt.
Im Jahr 1938 wurde das Karl-Heine-Denkmal an den heutigen Standort versetzt. 1942 wurde die Statue des Denkmals im Rahmen der Metallspende des Deutschen Volkes an den Führer zum Einschmelzen abtransportiert. In den folgenden Jahrzehnten stand der Sockel ohne Statue.
Ende der 1990er Jahre ergab sich durch die Außenprojekt-Teilnahme Leipzigs an der Expo 2000 die Möglichkeit, das Karl-Heine-Denkmal zu restaurieren. Da keine Modelle oder Entwürfe des Originals mehr vorhanden waren, schuf der aus dem Herborner Stadtteil Uckersdorf in Hessen stammende Bildhauer Wolfgang Oester die Vorlage für den in der Kunstgießerei Lauchhammer ausgeführten Guss der Statue anhand historischer Fotografien. Am 22. Juni 2001 wurde das auf restauriertem Sockel nun wieder vollständige Karl-Heine-Denkmal festlich eingeweiht.